# Saint-Laurent-de-la-Salle
Saint-Laurent-de-la-Salle is een gemeente in het Franse departement Vendée (regio Pays de la Loire) en telt 371 inwoners (2005). De plaats maakt deel uit van het arrondissement Fontenay-le-Comte.

## Geografie
De oppervlakte van Saint-Laurent-de-la-Salle bedraagt 18,9 km², de bevolkingsdichtheid is 19,6 inwoners per km².
De onderstaande kaart toont de ligging van Saint-Laurent-de-la-Salle met de belangrijkste infrastructuur en aangrenzende gemeenten.

## Demografie
Onderstaande figuur toont het verloop van het inwonertal (bron: INSEE-tellingen).

1. ↑  Populations de référence 2022.